# Блокада Калінінграда
Обмеження транзитного сполучення з Калінінградською областю або блокада Калінінграда — часткова заборона транзитного вантажоперевезення між Калінінградською областю та іншою територією Росії через територію Литви. Обмеження поширилося лише на підсанкційні товари, почалося 18 червня i закінчилось 22 липня 2022 року.

## Перебіг подій
Обмеження було запроваджено 18 червня 2022 року на фоні повномасштабного вторгнення російських військ до України. Серед іншого, зупинився транзит вугілля, металів, цементу, деревини, будматеріалів та високотехнологічних виробів залізничним транспортом. Губернатор Калінінградської області Антон Аліханов заявив, що заборона торкнулася 40-50 % вантажів, що транспортувалися між областю та іншою частиною Росії. 21 червня Литва поширила обмеження і вантажний автотранспорт.
Представництво Росії у відповідь почало відкрито погрожувати Литві. Так, голова тимчасової комісії Ради федерації із захисту суверенітету Андрій Клімов заявив, що якщо ЄС «не виправить ситуацію з блокадою, то він розв'яже руки Росії для вирішення цієї проблеми будь-якими способами». Росія висловила офіційний протест Литві.
Представники Литви заявили, що готові до того, що Росія може відключити її від регіональної енергосистеми. 24 червня президент Литви Ґітанас Науседа заявив, що РФ не наважиться нападати на країну, яка є членом НАТО.
29 червня керівник комітету Ради Федерації РФ із міжнародних справ Володимир Джабаров допустив застосування РФ сили щодо Литви.
Згодом представники Німеччини заявили, що закликають Литву шукати компроміс для того, щоб «не провокувати Росію» на використання сили. За їхніми даними, якщо звичний маршрут для товарів з РФ до Калінінграда через Литву не буде відновлено, Москва може застосувати військову силу.
11 липня Литва розширила обмеження на транзит товарів, почавши поетапне введення санкцій, оголошених ЄС. До списку було включено бетон, деревину, спирт і промислові хімікати на спиртовій основі.
13 липня Єврокомісія опублікувала роз'яснення для держав-членів щодо транзиту товарів з Росії до Калінінграда, підтвердивши правомірність дій Литви. В МЗС Литви заявили, що дотримуються даних порад і максимально перевірятимуть всі товари, щоб унеможливити порушення РФ умов санкцій.
22 липня Литва відновила залізничний транзит санкційних вантажів до Калінінграда, транзитом товарів займалася компанія LTG Cargo, що належить Литовській залізниці.